# Ensigné
Ensigné é uma comuna francesa na região administrativa da Nova Aquitânia, no departamento de Deux-Sèvres. Estende-se por uma área de 20,30 km². Em 2010 a comuna tinha 291 habitantes (densidade: 14,3 hab./km²).